# Joseph Joshua Weiss
Joseph Joshua Weiss (também J J Weiss; Áustria, 30 de agosto de 1905 – 9 de abril de 1972) foi um químico e pioneiro da radioquímica e fotoquímica austro-britânico. Joseph Weiss descobriu em parceria com seu professor Fritz Haber a reação Haber-Weiss.

## Vida
Weiss descende de uma família judaica. Estudou na Universidade Técnica de Viena e concluiu seus estudos em 1928 com o grau de engenheiro diplomado. Seguiu para a Sociedade Kaiser Wilhelm para Pesquisas em Fibras Orgânicas em Żary, a antiga Sorau, onde foi diretor da seção de química. Em 1930 foi para o Instituto Fritz Haber da Sociedade Max Planck em Berlin, sendo assistente de Fritz Haber. Em 1933 os dois fugiram para Cambridge na Inglaterra. Weiss mudou depois para a University College London, onde obteve um doutorado em 1935, orientado por Frederick George Donnan. A partir de 1937 lecionou no Kings College em Durham, do qual originou-se mais tarde a Universidade de Newcastle. Em 1942 casou com Frances Sonia Lawson e tornou-se em 1956 professor de radioquímica da Universidade de Newcastle. Em 1968 recebeu um título de doutor honorário da Universidade Técnica de Berlim e em 1970 recebeu a Medalha Marie Curie do então recém fundado Instituto Curie. Após sua morte a Associação dos Radioquímicos estabe;eceu em sua memória a Medalha Weiss.